# Ferdy
Ferdy (tschechisch Ferda Mravenec), häufig Ferdy, die Ameise ist eine 1984 in der Tschechoslowakei und im Vereinigten Königreich produzierte Zeichentrickserie nach einer tschechischen Kinderbuchreihe über die Ameise Ferdinand von Ondřej Sekora.

## Figuren
Die Ameise Ferdy lebt mit dem Käferhund Schnüffel und dem Hausbock Tollpatsch in einem Haus im Käfertal. Weitere Figuren sind:
- Gwendolin (Marienkäfer), in die Ferdy verliebt ist,
- Pferdchen (Heuschrecke),
- Oskar (Schnecke),
- Arambula (Spinne),
- Appetitos (Grillerich) und
- Maikäferfamilie Kunterbunt.

## Produktion und Veröffentlichung
Die Serie wurde 1984 von European Cartoon Production und Far Eastern Animation produziert, Regie führten Jerry Hampeys und Ralph Newman. Das Drehbuch von Iva Hercíková und Liane Novotny basiert auf den Erzählungen von Ondřej Sekora. Die Musik komponierte Evzen Illín.
Die Serie wurde auch ins Englische (Ferdy the ant) und Französische (Ferdy la fourmi) übersetzt. Eine deutsche Fassung wurde erstmals vom 13. Januar bis zum 23. Juni 1987 von Südwest 3 ausgestrahlt. Es folgten mehrere Wiederholungen bei anderen Sendern der ARD. Weitere Sprachfassungen existieren in Arabisch, Persisch, Spanisch, Italienisch und Ungarisch.
Rechte am Franchise liegen seit 2000 bei der Entertaining Cartoon Production & Licensing AG. 2002 wurde die englische Fassung auf VHS-Kassette veröffentlicht, 2003 erschien die Serie in Tschechien auf DVD. Ab 2011 war eine Aktualisierung und sukzessive Überarbeitung (16:9, HD) geplant.

## Episoden

### Staffel 1
- 01 Die abenteuerliche Rettung
- 02 Die Gefahr an der Mühle
- 03 Die verrückte Schneckenfahrt
- 04 Das Tal der Pferde
- 05 Mein Freund, der Star
- 06 Auf Tolpatschs Spuren
- 07 Eine Kutsche für Gwendolyn
- 08 Die Fahndung
- 09 Die falsche Anklage
- 10 Das Lager der roten Ameisen
- 11 Die silberne Grotte
- 12 Die Geistermühle
- 13 Die Räuber
- 14 Gefährlicher Ausflug
- 15 Die lustigen Wasserspiele
- 16 Das neue Haus
- 17 Das Kuckucksei
- 18 Das Frühlingsfest
- 19 Die Hitzewelle
- 20 Der Ausflug nach Italien
- 21 Die missglückte Skifahrt
- 22 Die Flucht im Ballon
- 23 Tolpatschs Malschule
- 24 Auf Schatzsuche
- 25 Der Waldbrand
- 26 Heimweh

### Staffel 2
- 27 Das geheimnisvolle Schiff
- 28 Ferdy im Ameisenhaufen
- 29 Die Sklavenhändler
- 30 Der Überfall
- 31 Die Schlacht am weißen Stein
- 32 Das Hochzeitsfest
- 33 Die Filmstars
- 34 Die unbekannte Waffe
- 35 Der Traum des Appetitus
- 36 Der Honigritter
- 37 Die Schildkröte
- 38 Der Traum vom wilden Westen
- 39 Der Besuch aus dem All
- 40 Die Miss-Wahl
- 41 Der Zirkus
- 42 Gwendolyn's Geburtstag
- 43 Robin Hood
- 44 Der Geisterfahrer
- 45 Die Pizzeria
- 46 Das Buch der Eule
- 47 Der Fliegenpilz
- 48 Das Wasserski-Rennen
- 49 Das Musical
- 50 Das Osterei
- 51 Die Schlange
- 52 Hokuspokus